# 村上龍一 (地方公務員)
村上 龍一（むらかみ りゅういち、1951年 <昭和26年> 12月9日 - 2024年<令和6年>3月31日）は、日本の地方公務員。元大阪市副市長。

## 経歴
1975年3月 北海道大学法学部卒業。同年4月 大阪市採用 旭区役所勤務、1985年4月 大阪市中央卸売市場南港市場主査、1991年 (平成3年) 4月 総務局行政部総務課長代理、1993年4月 同企画主幹、1995年4月 経済局経済企画部庶務課長、1998年4月 市長室連絡調査担当部長、2000年4月 計画調整局企画調整部長、2002年4月 ゆとりとみどり振興局文化集客部長、2004年4月 財政局契約総長兼交通局理事、水道局理事、2007年4月 契約管財局長兼交通局理事、水道局理事、2008年4月 総務局長。橋下徹市長 (当時) が打ち出した市内24区長の全国公募や職員給与制度改革を取り仕切った。
2012年2月 副市長就任。懲戒処分の件数半減を目標に打ち出すなど服務規律の徹底に取り組んだ。 2016年1月 政策企画室長の鍵田剛と市政改革室長の中尾寛志を後任に、京極務とともに副市長退任。
2024年3月31日、虚血性心疾患のため死去、72歳没。